# Derek Anderson (Basketballspieler)
Derek Lamot Anderson (* 18. Juli 1974 in Louisville, Kentucky) ist ein ehemaliger US-amerikanischer Basketballspieler. Bei 196 cm Körpergröße spielte er in der NBA auf der Position des Shooting Guards. 
Anderson besuchte die University of Kentucky, bevor ihn die Cleveland Cavaliers an 13. Stelle beim NBA-Draft 1997 auswählten. Als Rookie fiel er in der NBA mit einem Schnitt von 11,7 Punkten pro Spiel schnell auf und stand am Ende seiner Rookie-Saison im NBA All-Rookie Second Team. Nach dieser Saison spielte Anderson anschließend noch ein Jahr für die Cavaliers, danach wechselte er zu den Los Angeles Clippers. Bei den Clippers hatte er mit 16,9 Punkten im Schnitt seine nach Punkten beste Saison absolviert. Schon ein Jahr später, in der NBA-Saison 2000/01, verließ er die Clippers wieder und unterschrieb einen neuen Vertrag bei den San Antonio Spurs. In San Antonio stand er das erste und bisher einzige Mal in seiner NBA-Karriere in allen 82 Saison-Spielen in der Startformation. Nachdem Anderson mit den Spurs über die Play-offs bis in die Western Conference Finals gekommen war, wechselte er zu den Portland Trail Blazers. Nach vier Jahren in Portland, bei denen sein Leistungsniveau und damit seine durchschnittliche Spielzeit sank, unterschrieb er einen Vertrag bei den Houston Rockets, wechselte aber noch während der Saison zu den Miami Heat. In Miami wurde Anderson das einzige Mal in seiner Karriere NBA-Meister. Nachdem ihm in der Off-Season 2006 kein Vertrag von einem anderen NBA-Team angeboten worden war, blieb er bis in die NBA-Saison 2006/07 hinein Free Agent, als ihn die Charlotte Bobcats unter Vertrag nahmen, bei denen er bis zum Sommer 2008 spielte. Danach beendete er seine Karriere.